# Кіт у чоботях (Шрек)

## Кіт у чоботях
(англ. Puss in Boots) — вигаданий персонаж із анімаційної франшизи «Шрек», заснований на однойменній європейській казці. Один із головних героїв спін-оффів та самостійних фільмів. Озвучений іспанським актором Антоніо Бандерасом.

### Появи у франшизі
Кіт у чоботях з’являється у наступних фільмах та іграх:
- Шрек 2, Шрек Третій, Шрек назавжди,
- Кіт у чоботях (2011), Кіт у чоботях 2: Останнє бажання (2022),
- мультсеріал The Adventures of Puss in Boots (2015–2018),
- численні короткометражки та відеоігри (Shrek SuperSlam, Shrek's Carnival Craze, Fruit Ninja: Puss in Boots тощо).

### Характеристика персонажа
Після дебюту в Шрек 2, Кіт швидко став одним з найпопулярніших персонажів франшизи. Хитрий, харизматичний, з великими «котячими очима», він — майстер фехтування та авантюрист. Має вразливу сторону, але не позбавлений комічних рис.
У Шрек назавжди він представлений у вигляді товстенького домашнього улюбленця Фіони, а в Кіт у чоботях і Кіт у чоботях 2 описано його передісторію та нові пригоди після основної лінії «Шрека».

### Виконання ролі
Антоніо Бандерас озвучує Кота в англійському, іспанському та італійському дубляжі. Він спочатку планував зробити голос високим, але зупинився на глибокому й харизматичному тоні. Вважає роль Кота однією з ключових у своїй кар’єрі.
В телесеріалі Netflix персонажа озвучує Ерік Бауза.

### Критика і вплив
Кіт у чоботях отримав загалом позитивні відгуки як джерело гумору та шарму. Критики високо оцінили озвучення Бандераса. Персонаж став іконою, з'явився на безлічі товарів та був використаний у маркетингу франшизи.

### Цікаві факти
- Дизайн персонажа створив художник Том Хестер.
- Прототипами стали персонажі Зорро та Індіана Джонс.
- У деяких іграх і короткометражках персонажа озвучували інші актори.

Примітки
1. Tribune, Mike Szymanski-Knight Ridder (19 травня 2004). Banderas finds his inner cat in 'Shrek 2'. San Diego Union-Tribune. Процитовано 17 травня 2024.